# Parc national de Savage River
Le parc national de Savage River est un parc national situé en Tasmanie en Australie, à 233 km au nord-ouest de Hobart. Il abrite l'une des plus grandes forêts primaires humides tempérées d'Australie.
Le parc a été créé pour protéger cette zone et n'offre donc aucune installation pour sa mise en valeur.